# بافت (زیست‌شناسی)
بافت، مجموعه‌ای از سلول‌های مشابه است که با یکدیگر کار مشخصی را انجام می‌دهند. بافت‌شناسی دانش مطالعه بافت‌ها است.
به‌عبارتی دیگر، می‌توان بافت را به شکل زیر تعریف کرد:
«گروهی از سلول‌ها هستند که هماهنگ با یکدیگر، وظیفه خاصی را انجام می‌دهند.»
نکته: تک سلولی‌ها فاقد بافت‌اند.

## بافت گیاهی

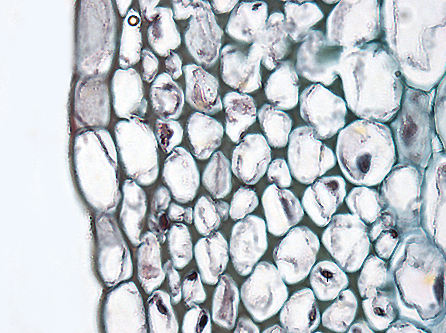
برش عرضی از بافت کلانشیم

به مجموعه یاخته‌های هم شکل و همانندی که عهده‌دار عمل ویژه‌ای هستند، بافت می‌گویند. هر اندامی مانند ریشه، ساقه، برگ، گل، میوه و دانه شامل چندین بافت است. هر بافت خود با توجه به ساختار سلولی و آرایشی و عملکردی‌ای که دارد، دارای تنوع نیز هست. اقسام بافت‌های گیاهی به شرح زیر معرفی می‌شوند:
1. بافت پوششی یا بشره‌ای که اپیدرمی نام دارد.
2. بافت چوب پنبه‌ای
3. بافت پارانشیم
4. بافت کلانشیم
5. بافت اسکرانشیم
6. بافت ترشحی - مجاری شیرابه‌ای
7. بافت آوندی

## بافت جانوری
در بدن انسان چهار بافت سلولی وجود دارد که عبارت‌اند از:
1. بافت پیوندی (همبند)
2. بافت پوششی
3. بافت ماهیچه‌ای (عضلانی)
4. بافت عصبی